# Hohmannsmühle

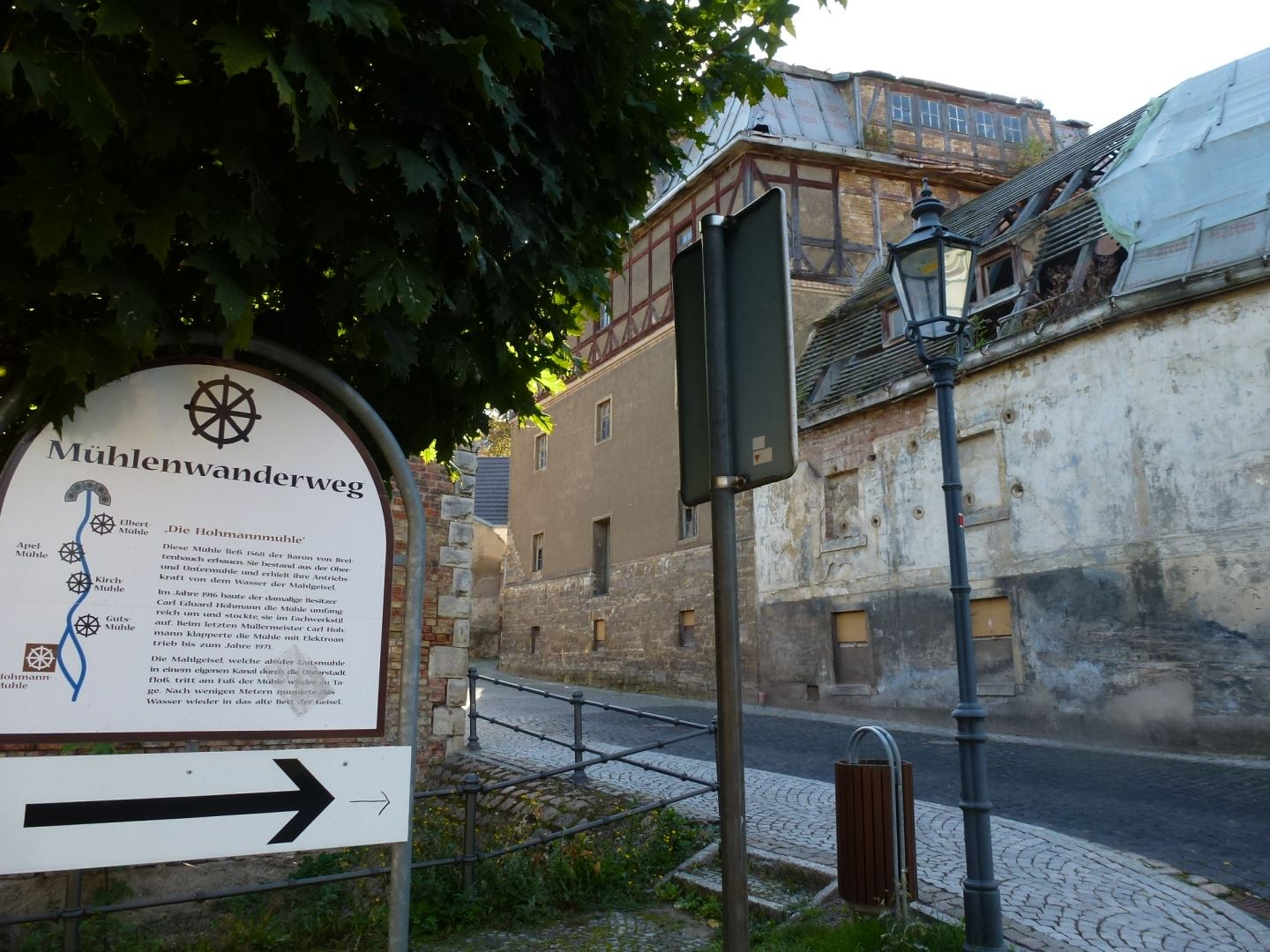
Hohmannsmühle in Mücheln

Die Hohmannsmühle ist eine denkmalgeschützte Mühle in der Stadt Mücheln in Sachsen-Anhalt. Im örtlichen Denkmalverzeichnis ist die Mühle unter der Erfassungsnummer 094 20341 als Baudenkmal verzeichnet.
Bei der Hohmannsmühle handelt es sich um eine ehemalige Wassermühle. Der Graben, die Mahlgeisel, ein Geiselarm, der an der Wassermühle vorbei führte, ist heute nur noch ein Teil sichtbar. Das Obergeschoss der Mühle wurde im Fachwerkbaustil errichtet und war prägend für das Ortsbild. Die Hohmannsmühle liegt an der Mühlstraße, deren Namensgeber sie ist. Die Mühle gehört zum örtlichen Mühlenwanderweg. Das Gebäude wird heute nicht mehr genutzt und verfällt immer mehr.